# ایسالو
ایسالو (به لاتین: Isalo) یک منطقهٔ مسکونی در ماداگاسکار است که در منابه واقع شده‌است. ایسالو ۸٬۰۰۰ نفر جمعیت دارد و ۵۷ متر بالاتر از سطح دریا واقع شده‌است.